# Међународни параолимпијски комитет
Међународни параолимпијски комитет (МПК) је међународна непрофитна организација и глобално управљачко тело за Параолимпијски покрет.
МПК организује Параолимпијске игре и функционише као међународна федерација за девет спортова. Основан 22. септембра 1989. у Дизелдорфу, Западна Немачка, његова мисија је да „омогући параолимпијским спортистима да постигну спортску изврсност и инспиришу и узбуде свет“. Штавише, МПК има за циљ да промовише параолимпијске вредности и да створи спортске прилике за све особе са инвалидитетом, од почетника до елитног нивоа.
МПК има демократски устав и структуру и састоји се од представника 183 национална параолимпијска комитета (НПК),  четири међународне организације спорта особа са инвалидитетом (ИОСД) и пет регионалних организација.  Седиште МПК-а се налази у Бону, Немачка.

## Историја
На основу могућности да ефикасније организују Параолимпијске игре и да параолимпијском покрету дају један глас, четири међународне организације спорта особа са инвалидитетом основале су Међународни координациони комитет светских спортских организација инвалида (ИЦЦ) године. 1982. У наредним годинама, придружиле су се и друге организације и појавила се потреба за демократски вођеном организацијом, коју су захтевале нације које учествују у Параолимпијском покрету. Они су желели демократску структуру, да би побољшали националну и регионалну заступљеност, што је довело до оснивања МПК-а какав је данас познат. Зимске параолимпијске игре 1994. у Норвешкој биле су прве које је организовао МПК.
МПК функционише као врховна организација, која представља неколико спортова и инвалидитета, за разлику од других међународних спортских организација за спортисте са инвалидитетом, које су претежно ограничене на један спорт или инвалидитет (као и Међународни олимпијски комитет, који се ослања на одвојене чланове тела за санкционисање који представљају сваки олимпијски спорт).

## Председници МПК-а
Међународни параолимпијски комитет је до данас имао три председника. Његов оснивачки председник, који је председавао од 1989. до 2001. године, био је Канађанин Роберт Стедвард, који је претходно основао Канадски спортски фонд за физичке инвалиде.  Наследио га је 2001. Филип Крејвен, британски параолимпијац и бивши председник Међународне кошаркашке федерације у инвалидским колицима, који је био председник до 2017. године. Крејвена је наследио Бразилац Ендру Парсонс, потпредседник МПК-а од 2013. до 2017. и бивши председник Бразилског параолимпијског комитета . 
| Председник       | Мандат    |
| ---------------- | --------- |
| Роберт Стеадвард | 1989–2001 |
| Филип Крејвен    | 2001–2017 |
| Ендру Парсонс    | 2017–     |

## Почасни одбор МПК-а
МПК има почасни одбор истакнутих појединаца који подржавају циљеве МПК-а и користе свој профил за прикупљање средстава и подизање свести о његовом раду. 
Садашњи почасни чланови одбора су:
- Принцеза Маргарет од Холандије
- Марија Тереза, велика војвоткиња од Луксембурга
- Викторија, престолонаследница Шведске
- Албер II од Монака
- Џејмс Волфенсон, бивши председник Светске банке
- Марија Гулегина, оперска певачица
- Принцеза Хаја бинт Хусеин
- Тереза Рејн, оснивач Ингеуса
- Принцеза Астрид од Белгије

## Организациони одбори
У јуну 2001. године, Међународни олимпијски комитет (МОК) и Међународни параолимпијски комитет (МПК) потписали су споразум који ће осигурати да се постављање Параолимпијских игара аутоматски укључи у понуду за Олимпијске игре .  Споразум је ступио на снагу на Летњим Параолимпијским играма 2008. у Пекингу и Зимским Параолимпијским играма у Ванкуверу 2010. године .
Међутим, Организациони комитет Слт Лејк 2002 (СЛОЦ) је већ на Играма у Солт Лејк Ситију 2002. изабрао да следи праксу „једна понуда, један град“, са једним организационим одбором за обе игре, након чега су уследиле игре 2004. у Атини и 2008. у Пекингу 2004.
Уговор је усаглашен 2003. године. Продужетак је потписан у јуну 2006.  Даље продужење потписано је 2012. године, које важи до 2020. године. У марту 2018. потписан је историјски дугорочни продужетак којим се успоставља партнерство до 2032. године.

#### Национални параолимпијски комитети (НПК)
НПК добијају финансијску подршку за обуку и развој параолимпијских тимова, параолимпијских спортиста и параолимпијских нада.